# Юго-Восточная зона
Юго-Восточная зона (тигринья ዞባ ደቡባዊ ምብራቕ; зоба Дэбуб Мысракави) — зона в регионе Тыграй в Эфиопии. Юго-Восточная зона граничит на юге с Южной зоной, на юго-востоке с регионом Амхара, на северо-востоке с Центральной зоной, на севере с Восточной зоной, на востоке с регионом Афар и окружает анклав особую зону Мэкэле. Юго-Восточная зона была выделена из состава Южной зоны.

## Население
Поскольку Юго-Восточная зона была создана после переписи 2007 года, сложно найти точные данные о численности населения зоны. По данным переписи 2007 года, проведенной ЦСА Эфиопии, оценочная численность населения составляет 392 142 человека, из которых 21 125 или 5,39 % являются городскими жителями.